# Eukiefferiella popovae
Eukiefferiella popovae är en tvåvingeart som beskrevs av Chernovskij 1949. Eukiefferiella popovae ingår i släktet Eukiefferiella och familjen fjädermyggor.
Artens utbredningsområde är Armenien. Inga underarter finns listade i Catalogue of Life.